# Westland Lysander
Westland Lysander var ett brittiskt spanings- och sambandsflygplan som användes under det andra världskriget. Det kom att uppnå berömdhet genom sin förmåga att starta och landa på korta, obelagda sträckor samt för sin användning för att föra in och hämta ut agenter bakom fiendens linjer, speciellt i det tyskockuperade Frankrike. Liksom andra brittiska flygplan av denna typ namngavs det efter en militär befälhavare, i detta fall spartanen Lysander.